# کارزار برای مجمع پارلمانی ملل متحد

The official logo of the CEUNPA.

کارزار برای مجمع پارلمانی ملل متحد شبکه‌ای متشکل از بیش از ۳۰۰ سازمان غیردولتی (مردم‌نهاد) و ۱۵۰۰ عضو کنونی یا پیشین پارلمان‌های حدوداً ۱۵۰ کشور مختلف است که برای تأسیس مجمع پارلمانی ملل متحد کوشش می‌کنند.